# Yongxiu

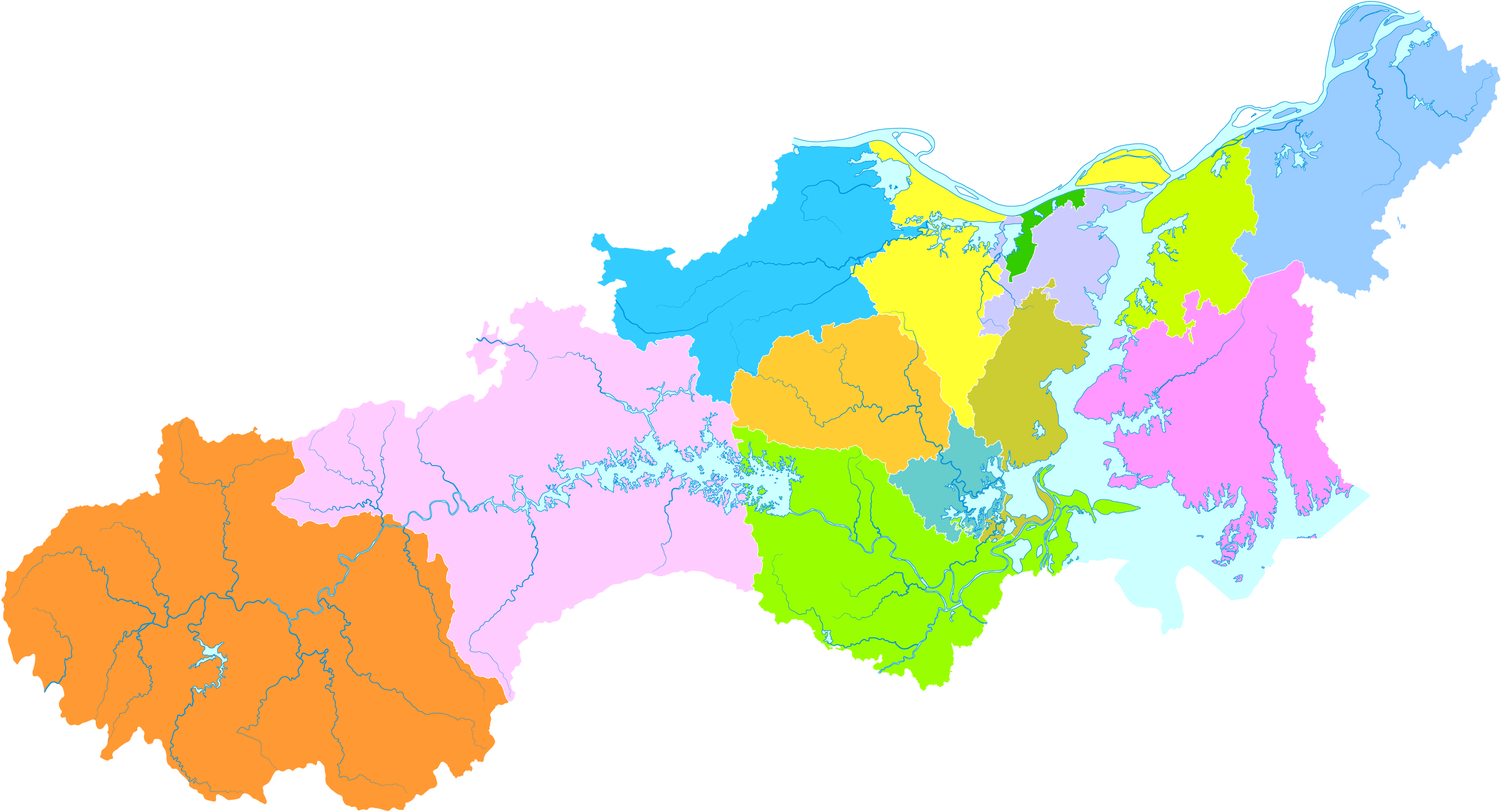
Lage von Yongxiu auf dem Gebiet der Stadt Jiujiang

Yongxiu (永修县,  Yǒngxiū Xiàn) ist ein Kreis der bezirksfreien Stadt Jiujiang in der südchinesischen Provinz Jiangxi. Er hat eine Fläche von 2.035 km² und zählt 364.783 Einwohner (Stand: Zensus 2010). Sein Hauptort ist die Großgemeinde Tubu (涂埠镇).
Der Pagodenwald des Zhenru-Tempels (Zhenru si talin 真如寺塔林) steht seit 2006 auf der Liste der Denkmäler der Volksrepublik China (6-601).